# József Szerencsés
József Szerencsés (ur. 10 sierpnia 1934 w Budapeszcie, zm. 22 października 1971 tamże) – węgierski szermierz, trzykrotny medalista mistrzostw świata.
Podczas mistrzostw świata w Paryżu w 1957 roku Węgrzy w składzie: Aladár Gerevich, Zoltán Horváth, Rudolf Kárpáti, Pál Kovács, József Szerencsés i Tamás Mendelényi zdobyli złoty medal w szabli drużynowej. W tej samej konkurencji zdobył również srebrny medal na mistrzostwach świata w Budapeszcie (1959) oraz brązowy na mistrzostwach świata w Gdańsku (1963).
Nigdy nie wziął udziału w igrzyskach olimpijskich.